# Sex shop

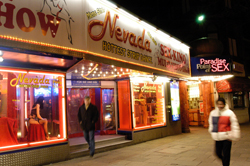
Sex shop na Reeperbahn, uma das ruas mais conhecidas no bairro alemão St. Pauli, Hamburgo.

Sex shop é um comercio especializado em produtos eróticos como vibradores, bonecas insufláveis, acessórios de sadomasoquismo, lingerie, fantasias eróticas, filmes pornográficos, preservativos, sugadores de clitóris, entre outros produtos da área. Também existem os sex shops virtuais, em que o cliente faz o pedido dos mesmos itens e se mantém anônimo.

## História da Sex Shop no Brasil
A história das sex shops começou em torno de 1960, quando surgiu a pílula anticoncepcional e o sexo passou a ser tratado como uma forma natural de prazer e diversão. 
O primeiro sex shop do mundo foi o Beate Uhse AG, criado pela empresária alemã Beate Uhse-Rotermund. Antes disso, em 1946, Beate foi uma das pioneiras do setor de saúde sexual e compartilhava conhecimentos sobre sexo, como o uso da tabelinha como anticonceptivo, com as pessoas que formou relações de amizade. 
Os primeiros sex shops no Brasil surgiram no final dos anos 1970 e início dos anos 1980, em um contexto de repressão sexual e forte influência da moral conservadora. O primeiro sex shop de que se tem registro foi a Complement, montada no final da década de 1970 na cidade de São Paulo. 
Nos anos 1990, houve um aumento significativo no número de sex shops, impulsionado pela abertura econômica e maior liberdade de expressão. Nessa época, o mercado começou a diversificar sua gama de produtos, oferecendo não apenas artigos eróticos, mas também literatura, vestuário e outros itens relacionados à sexualidade.
Com a chegada do novo milênio, houve uma mudança na percepção social, com maior aceitação da sexualidade e do erotismo. O setor erótico passou por um forte crescimento nos anos 2000, com o lançamento de "Cinquenta Tons de Cinza", um best-seller de E.L. James que impulsionou as vendas de produtos sexuais. 
Um outro fator de crescimento para os produtos sexuais foi quando comércio eletrônico ganhou força, e muitos sex shops começaram a operar online, ampliando seu alcance e discrição na compra de produtos. Hoje, cerca de 90% das vendas de sex shops são realizadas via e-commerce. 

## Produtos vendidos nas sex shops
Ao longo do tempo houve uma evolução das sex shops que saíram da venda do produtos como videos pornô em fita cassete e DVD para produtos de realização sexual.
Essa evolução das sex shops acompanhou o mercado internacional que se tornou mais requintado. Com a chegada de mais mulheres no mercado e a crescente demanda por produtos de qualidade. 
Atualmente a ABEME os produtos mais vendidos nas sex shops em 2018 eram: géis excitantes, lubrificantes íntimos que esquentam, géis para sexo oral, lingerie sexy e vibradores em geral. 
Com o tempo as sex shops passaram a desempenhar um papel educacional, oferecendo workshops, palestras e aconselhamento sobre saúde e sexualidade.  Também houve um esforço crescente para incluir produtos para a comunidade LGBTQIA+, além de um enfoque em produtos de bem-estar sexual. 